# Wesley França
Wesley Vinícius França Lima (Açailândia, 6 settembre 2003) è un calciatore brasiliano, difensore della Roma e della nazionale brasiliana.

## Carriera

### Club
Wesley ha esordito con il Flamengo il 9 dicembre 2021 scendendo in campo titolare nella sconfitta per 2-0 in Série A contro l'Atlético Goianiense.
Il 28 luglio 2025 viene ufficializzato il passaggio del calciatore brasiliano alla Roma.

### Nazionale
Il 20 marzo 2025 esordisce con il Brasile nel successo per 2-1 contro la Colombia.

## Statistiche

### Presenze e reti nei club
Statistiche aggiornate al 28 luglio 2025.
| Stagione        | Squadra         | Campionato      | Campionato | Campionato | Coppe nazionali | Coppe nazionali | Coppe nazionali | Coppe continentali | Coppe continentali | Coppe continentali | Altre coppe | Altre coppe | Altre coppe | Totale | Totale | Totale |
| Stagione        | Squadra         | Comp            | Pres       | Reti       | Comp            | Pres            | Reti            | Comp               | Pres               | Reti               | Comp        | Pres        | Reti        | Pres   | Reti   |        |
| --------------- | --------------- | --------------- | ---------- | ---------- | --------------- | --------------- | --------------- | ------------------ | ------------------ | ------------------ | ----------- | ----------- | ----------- | ------ | ------ | ------ |
| 2021            | Flamengo        | A/RJ+A          | 0+1        | 0          | CB              | 0               | 0               | CL                 | -                  | -                  | SB          | -           | -           | 1      | 0      |        |
| 2022            | Flamengo        | A/RJ+A          | 2+0        | 0          | CB              | 0               | 0               | CL                 | 0                  | 0                  | SB          | -           | -           | 2      | 0      |        |
| 2023            | Flamengo        | A/RJ+A          | 3+35       | 0+1        | CB              | 9               | 0               | CL                 | 7                  | 1                  | -           | -           | -           | 54     | 2      |        |
| 2024            | Flamengo        | A/RJ+A          | 6+31       | 0          | CB              | 9               | 0               | CL                 | 5                  | 0                  | -           | -           | -           | 51     | 0      |        |
| gen.-lug. 2025  | Flamengo        | A/RJ+A          | 8+11       | 1+1        | CB              | 1               | 0               | CL                 | 5                  | 0                  | SB+Cmc      | 1+2         | 0           | 28     | 2      |        |
| Totale Flamengo | Totale Flamengo | Totale Flamengo | 97         | 3          |                 | 19              | 0               |                    | 17                 | 1                  |             | 1           | 0           | 136    | 4      |        |
| 2025-2026       | Roma            | A               | -          | -          | CI              | -               | -               | UEL                | -                  | -                  | -           | -           | -           | -      | -      |        |
| Totale carriera | Totale carriera | Totale carriera | 97         | 3          |                 | 19              | 0               |                    | 17                 | 1                  |             | 1           | 0           | 136    | 4      |        |

### Cronologia presenze e reti in nazionale
| Cronologia completa delle presenze e delle reti in nazionale ― Brasile | Cronologia completa delle presenze e delle reti in nazionale ― Brasile | Cronologia completa delle presenze e delle reti in nazionale ― Brasile | Cronologia completa delle presenze e delle reti in nazionale ― Brasile | Cronologia completa delle presenze e delle reti in nazionale ― Brasile | Cronologia completa delle presenze e delle reti in nazionale ― Brasile | Cronologia completa delle presenze e delle reti in nazionale ― Brasile | Cronologia completa delle presenze e delle reti in nazionale ― Brasile |
| Data                                                                   | Città                                                                  | In casa                                                                | Risultato                                                              | Ospiti                                                                 | Competizione                                                           | Reti                                                                   | Note                                                                   |
| ---------------------------------------------------------------------- | ---------------------------------------------------------------------- | ---------------------------------------------------------------------- | ---------------------------------------------------------------------- | ---------------------------------------------------------------------- | ---------------------------------------------------------------------- | ---------------------------------------------------------------------- | ---------------------------------------------------------------------- |
| 20-3-2025                                                              | Brasilia                                                               | Brasile                                                                | 2 – 1                                                                  | Colombia                                                               | Qual. Mondiali 2026                                                    | -                                                                      | 79’                                                                    |
| 25-3-2025                                                              | Buenos Aires                                                           | Argentina                                                              | 4 – 1                                                                  | Brasile                                                                | Qual. Mondiali 2026                                                    | -                                                                      |                                                                        |
| Totale                                                                 |                                                                        | Presenze                                                               | 2                                                                      |                                                                        | Reti                                                                   | 0                                                                      |                                                                        |

## Palmarès

### Club

#### Competizioni statali
- Campionato carioca: 2

Flamengo: 2024, 2025
- Taça Guanabara: 2

Flamengo: 2024, 2025

#### Competizioni nazionali
- Coppa del Brasile: 2

Flamengo: 2022, 2024
- Supercoppa del Brasile: 1

Flamengo: 2025

#### Competizioni internazionali
- Coppa Libertadores: 1

Flamengo: 2022